# Marco Enrico Bossi
Marco Enrico Bossi (ur. 25 kwietnia 1861 w Salò, zm. 20 lutego 1925 na statku płynącym z Nowego Jorku do Hawru) – włoski kompozytor, pianista, organista i pedagog.

## Życiorys
Pochodził z rodziny organistów, jego ojciec grał na organach w katedrze w Salò. W latach 1871–1873 uczęszczał do Liceo Musicale w Bolonii. Od 1873 do 1881 studiował w konserwatorium w Mediolanie, gdzie jego nauczycielami byli Polibio Fumagalli (organy), Francesco Sangalli (fortepian), Leandro Campanari (skrzypce), Carlo Boniforti (kontrapunkt) i Amilcare Ponchielli (kompozycja). W 1879 roku zdał wyróżnieniem egzamin dyplomowy z gry na fortepianie. Występował z koncertami organowymi w Londynie. Po ukończeniu studiów objął posadę organisty oraz kapelmistrza katedry w Como. W 1890 roku został profesorem teorii i gry na organach w konserwatorium w Neapolu. W latach 1895–1902 dyrektor i wykładowca Liceo Musicale Benedetto Marcello w Wenecji, następnie w latach 1902–1912 Liceo Musicale w Bolonii. Od 1916 do 1923 roku dyrektor Liceo Musicale di Santa Cecilia w Rzymie. Zmarł podczas powrotu z podróży koncertowej w Stanach Zjednoczonych.
Jego syn Renzo (1883–1965) był organistą, kompozytorem i dyrygentem.

## Twórczość
Był rzecznikiem odrodzenia włoskiej muzyki instrumentalnej, pod koniec XIX wieku przytłoczonej przez dominację opery. Jego utwory cechuje ścisła faktura polifoniczna i wykorzystanie neoromantycznych środków harmonicznych. Wzorował się na niemieckiej muzyce neoromantycznej. W swoich wielkich dziełach wokalno-instrumentalnych sięgał po doniosłe tematy z historii i literatury (Canticum canticorum, Il paradiso perduto, Giovanna d’Arco).
Skomponował m.in. Suitę (1904), Intermezzi goldoniani na orkiestrę smyczkową (1905), Tema e variazioni (1908), Pezzo da concerto na organy i orkiestrę (1908), Fantasia sinfonica na organy i orkiestrę (1924), I Sonatę skrzypcową (1893), Trio fortepianowe d-moll (1896), II Sonatę skrzypcową (1899), Trio sinfonico na fortepian, skrzypce i wiolonczelę (1901), suitę organową Res severa magnum gaudium (1886), Studio sinfonico (1897), Pièce héroïque (1907), Il cieco na baryton, chór i orkiestrę (1898), kantatę biblijną Canticum canticorum na głosy solowe, chór, orkiestrę i organy (1900), Il paradiso perduto na chór i orkiestrę według Miltona (1902), misterium Giovanna d’Arco na głosy solowe, chór, orkiestrę i organy (1914), opery Paquita (wyst. Mediolan 1881), Il Veggente (wyst. Mediolan 1890) i L’angelo della notte (niewystawiona).
Był rzecznikiem reformy budownictwa organów we Włoszech. Jest autorem napisanej wspólnie z Giovannim Tebaldinim pracy teoretycznej Metodo teorico-practico per lo studio dell’organo moderno (wyd. Mediolan 1893).